# ایان مک‌هارگ
ایان مک‌هارگ (به انگلیسی: Ian L. McHarg) (زاده ۲۰ نوامبر ۱۹۲۰) معمار برجسته آمریکایی اسکاتلندی تبار بود.
او بنیان‌گذار دپارتمان معماری فضای (به انگلیسی: Landscape architecture) در دانشگاه پنسیلوانیا بود.
او در دانشگاه هاروارد تخصص خود را گرفت، و در سال ۲۰۰۱ درگذشت.

## مک هارگ در ایران
طرح اولیه بوستان پردیسان در تهران، و متعلق به یان مک هارگ می‌باشد.